# Đường cao tốc A18 (Ba Lan)
Đường cao tốc A18 là một đường cao tốc ngắn, được lên kế hoạch xây dựng ở phía tây nam Ba Lan, chạy từ biên giới Ba Lan / Đức tại Olszyna / Forst -Bademeusel (kết nối với đường cao tốc liên bang 15 của Đức) đến cao tốc A4 của Ba Lan. Đường cao tốc này là một phần của tuyến đường châu Âu E36 và hành lang IIIA của Pan-Europe từ Berlin đến Wrocław.
Sau khi hoàn thành, A18 sẽ có tổng chiều dài là 78 km (48 mi). Đoạn đường hiện đang được mở và đánh dấu là A18 từ Golnice đến A4 là dài 7 km (4,3 mi). 71 km (44 mi) còn lại hiện đang là đường hai chiều không đạt tiêu chuẩn đường cao tốc và không được đánh dấu chính thức như vậy: đường xe lửa hướng tây (được xây dựng vào năm 2004-2006) đạt đủ chất lượng đường cao tốc, trong khi đường xe lửa ở phía đông rất tệ với hầu hết bề mặt của nó vẫn là những tấm bê tông được đặt vào những năm 1930. Việc hiện đại hóa hoàn toàn theo tiêu chuẩn đường cao tốc dọc theo toàn bộ chiều dài con đường được lên kế hoạch thi công vào các năm 2019 - 2023.

## Xây dựng

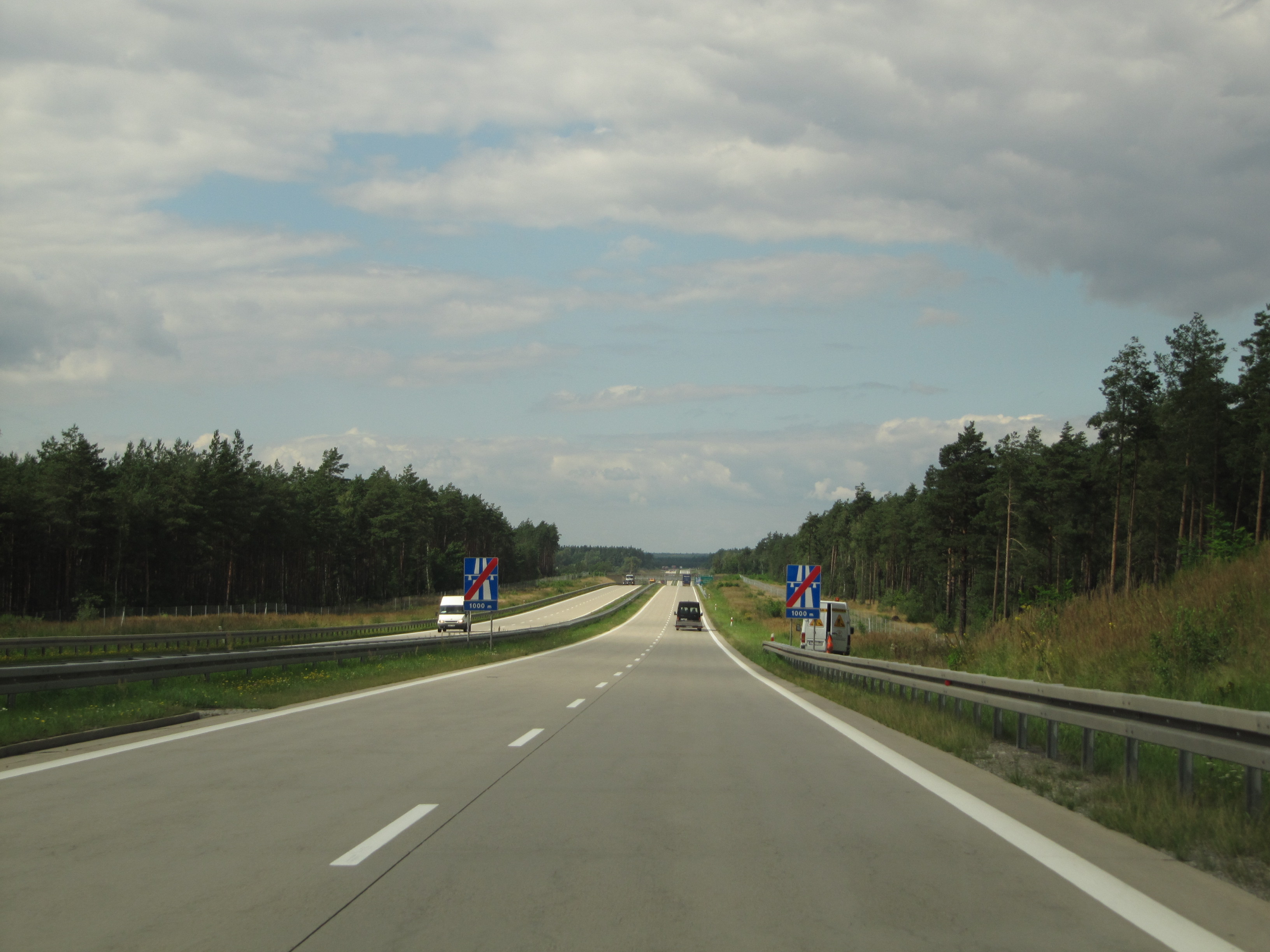
Cuối đường hướng A18 về phía tây

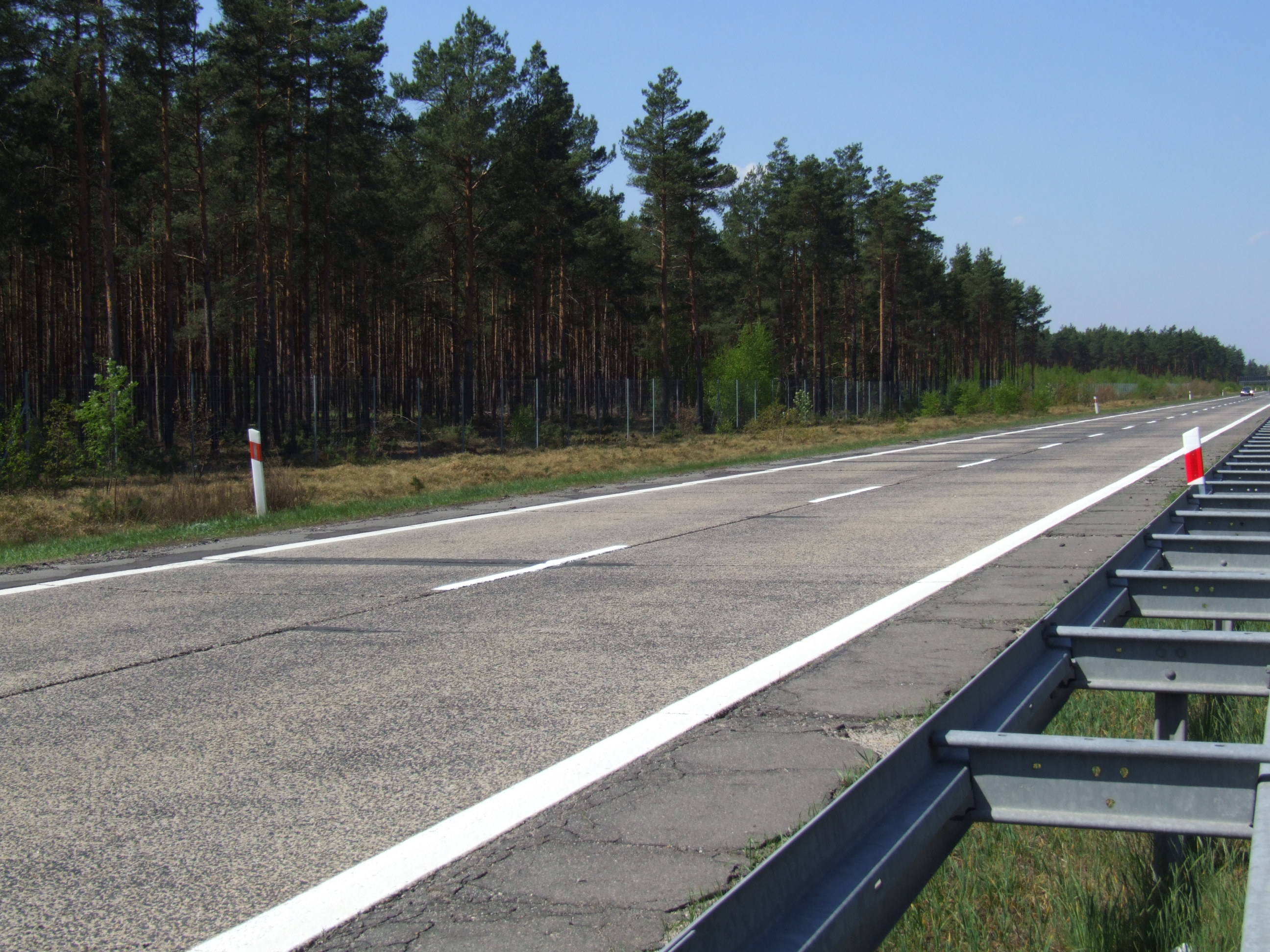
Đường cao tốc quốc gia Đức từ những năm 1930 (đường phía nam)

Đường cao tốc này đã bắt đầu như phần đường một làn của cao tốc 9 (Berlin - Breslau) do Đức xây dựng vào những năm 1930, hoàn thành từ năm 1936 đến 1938. Tuyến đường này có tất cả các tính năng của một tuyến đường cao tốc, được xây dựng theo tiêu chuẩn của thời đại, bao gồm các lối rẽ ra, cầu cạn và cầu, ngoại trừ hầu hết chiều dài tuyến đường chỉ có 1 làn xe và phần đất chừa ra để sau này xây tiếp làn thứ hai. Con đường tồn tại ở tiểu bang này cho đến đầu những năm 1990, khi 17 km (11 mi) đầu tiên ở đầu phía đông của nó đã được xây dựng lại với các toa xe bê tông mới và lần đầu tiên đánh dấu là đường A18 (sau đó, vào tháng 8 năm 2009, phần được đánh dấu là A18 đã được rút ngắn xuống còn 7 km, trong khi 10 km đường được đánh dấu lại là A4 sau khi hoàn thành đoạn đường còn thiếu ). Năm 1995, đường xe lửa thứ hai được xây dựng trên 7 km kéo dài ở cuối phía tây.    
Từ năm 2004 đến 2006, đường xe lửa còn dang dở phía bắc (nay là hướng tây) đã được hoàn thành  và hầu hết các cầu vượt và cầu đã được xây dựng lại. Đến tháng 6 năm 2007, con đường đã có hai làn xe được sử dụng. Tuy nhiên, phần đường cũ của cả hai (lưu thông hướng đông về phía Wrocław) có chất lượng rất kém, vì nó vẫn có một bề mặt làm bằng các tấm bê tông được đặt vào những năm 1930. Do điều kiện đường sá kém, tốc độ trên làn đường đó bị giới hạn ở mức 70 km/h.
Giai đoạn tu sửa tiếp theo chưa được bắt đầu từ năm 2014, chính phủ Ba Lan trước đó đã không dự tính sẽ bắt đầu công việc này trong tương lai gần. Một phần, sự chậm trễ trong việc hoàn thành nâng cấp là do những thay đổi trong dự án đường cao tốc được yêu cầu bởi các quy tắc bảo vệ môi trường mới (A18 đi qua khu vực được bảo vệ Natura 2000). Vào ngày 15 tháng 7 năm 2010, quyết định tác động môi trường đối với dự án sửa đổi đã được ban hành, sẽ cho phép hoàn thành thủ tục đấu thầu hợp đồng và bắt đầu xây dựng vào năm 2011. Tuy nhiên, vào tháng 12 năm 2010, chính phủ Ba Lan đã tuyên bố cắt giảm đáng kể nguồn tài chính cho việc xây dựng đường bộ, khiến dự án bị trì hoãn trong một số năm. Năm 2018, Bộ đã sửa đổi Chương trình xây dựng đường bộ quốc gia giai đoạn 2014-2023 bằng cách đưa A18 vào danh sách. Toàn bộ công trình dự kiến sẽ được xây dựng lại theo tiêu chuẩn hiện đại vào năm 2023 và sau đó nó sẽ chính thức được chỉ định là một đường cao tốc quốc gia.

## Lối rẽ ra
| Số lượng lối rẽ ra | Lối rẽ ra               | Số dặm từ đầu      | Trạng thái đường giai đoạn đầu tiên | Trạng thái đường giai đoạn thứ hai                                                                   | Ghi chú                                                                                           |
| ------------------ | ----------------------- | ------------------ | ----------------------------------- | --- | ------------------------------------------------------------------------------------------------- |
| 1)                 | Krzyżowa                | 0 km               | Làm xong                            | Làm xong                                                                                             | Ga cuối                                                                                           |
| (1)                | Không tên (Lipiany)     | 1,1 km (0,68 mi)   | Làm xong                            | Làm xong                                                                                             | Khu vực nghỉ ngơi: Trạm xăng, bãi đậu xe, nhà hàng, TIR và dịch vụ rửa xe, chỉ đi về hướng đông   |
| 2)                 | Không tên               | 4,5 km (2,80 mi)   | Làm xong                            | Làm xong                                                                                             | Từ đây chính thức được đánh dấu là đường 18liên_kết=\|không_khung (đường hướng tây đã hoàn thành) |
| 3)                 | Không có tên (Luboszów) | 21,3 km (13,24 mi) | Làm xong                            | Có quyết định về môi trường (đường 2 làn được xây dựng theo tiêu chuẩn đường cao tốc những năm 1930) |                                                                                                   |
|                    |                         | 26 km (16,16 mi)   | Làm xong                            | Có quyết định về môi trường (đường 2 làn được xây dựng theo tiêu chuẩn đường cao tốc những năm 1930) | Lối vào województwo Lubuskie                                                                      |
| 4) (2)             | Không tên (Iłowa)       | 37,7 km (23,43 mi) | Làm xong                            | Có quyết định về môi trường (đường 2 làn được xây dựng theo tiêu chuẩn đường cao tốc những năm 1930) | Lối ra khu vực nghỉ ngơi cũng như ra đường: TIR, rửa xe, đỗ xe, nhà hàng và trạm xăng             |
| 5)                 | Không có tên (Rusocice) | 50,4 km (31,32 mi) | Làm xong                            | Có quyết định về môi trường (đường 2 làn được xây dựng theo tiêu chuẩn đường cao tốc những năm 1930) |                                                                                                   |
| 6)                 | Không tên (Krolów)      | 65,5 km (40,70 mi) | Làm xong                            | Có quyết định về môi trường (đường 2 làn được xây dựng theo tiêu chuẩn đường cao tốc những năm 1930) |                                                                                                   |
| (3)                | Không tên               | 69,2 km (43,00 mi) | Làm xong                            | Có quyết định về môi trường (đường 2 làn được xây dựng theo tiêu chuẩn đường cao tốc những năm 1930) | Khu vực nghỉ ngơi: Đổ xăng, đỗ xe; nhà hàng và nhà nghỉ, chỉ đi về hướng tây                      |
| 7) (4)             | Không tên (Olszyna)     | 74,4 km (46,23 mi) | Làm xong                            | Có quyết định về môi trường (đường 2 làn được xây dựng theo tiêu chuẩn đường cao tốc những năm 1930) | Lối ra khu vực nghỉ ngơi cũng như ra đường: bãi đậu xe, trạm xăng, chỉ đi về hướng đông           |
|                    | Biên giới               | 75,1 km (46,66 mi) | Làm xong                            | Có quyết định về môi trường (đường 2 làn được xây dựng theo tiêu chuẩn đường cao tốc những năm 1930) | Rừng (15)                                                                                         |